# Aero A-12
De Aero A-12 (ook wel bekend als A.12) was een Tsjechoslowaakse dubbeldekker gebouwd door Aero. De A-12 was een lichte bommenwerper en verkenningsvliegtuig. Het toestel maakte zijn eerste vlucht in 1923.
Er bestaat op dit moment in ieder geval nog één A-12, deze staat in het Letecké muzeum Kbely, het Tsjechische militair luchtvaart museum, in de Praagse wijk Kbely. De A-12 heeft veel weg van de Hansa-Brandenburg B.I, maar is een eigen ontwerp.

## Specificaties
- Bemanning: 2, piloot en boordschutter
- Lengte: 8,30 m
- Spanwijdte: 12,80 m
- Hoogte 3,10 m
- Vleugeloppervlak: 36,5 m2
- Leeggewicht: 1 080 kg
- Volgewicht: 1 537 kg
- Motor: 1× Maybach Mb.IVa, 176 kW (240 pk)
- Maximumsnelheid: 201 km/h
- Vliegbereik: 760 km
- Klimsnelheid: 3,47 m/s
- Bewapening:
  - 1× .303 Vickers machinegeweer
  - 2× .303 Lewis machinegeweren in een draaibare houder

## Gebruikers
- Tsjechoslowakije